# استرایپ
استرایپ (به انگلیسی: Stripe) یک ابرشرکت چندملیتی آمریکایی-ایرلندی درزمینهٔ خدمات مالی و نرم‌افزار با استفاده از مدل نرم‌افزار به‌عنوان یک سرویس (SaaS) است. استرایپ در شهرهای سوت سان‌فرانسیسکو در ایالت کالیفرنیای ایالات متحده و دوبلین، پایتخت جمهوری ایرلند دفاتر مرکزی دارد. این شرکت عمدتاً نرم‌افزارهای پرداخت آنلاین و واسط‌های برنامه‌نویسی کاربردی (API) را برای وب‌سایت‌های تجارت الکترونیک و برنامه‌های کاربردی تلفن همراه ارائه می‌کند.

## تاریخچه
برادران کارآفرین ایرلندی، جان و پاتریک کولیسون، استرایپ را در سال ۲۰۰۹ در پالو آلتو، کالیفرنیا تأسیس کردند و به ترتیب به‌عنوان رئیس و مدیرعامل شرکت فعالیت می‌کنند. در سال ۲۰۱۱، این شرکت ۲ میلیون دلار سرمایه‌گذاری دریافت کرد. ایلان ماسک، پیتر تیل بنیان‌گذار پی‌پل، لیام کیسی کارآفرین ایرلندی و شرکت‌های سرمایه‌گذاری خطرپذیر سکویا کپیتال، اندریسن هوروویتز و SV Angel ازجمله افراد و شرکت‌هایی بودند که در استرایپ سرمایه‌گذاری کردند.
در مارس ۲۰۱۳، استرایپ اولین خرید خود را انجام داد و Kickoff که یک برنامه کاربردی چت و مدیریت وظیفه بود را تصاحب کرد.
در سال ۲۰۱۲، شرکت از پالو آلتو به سانفرانسیسکو نقل مکان کرد. در اکتبر ۲۰۱۹، این شرکت اعلام کرد که در سال ۲۰۲۱ از منطقه ساوت آو مارکت، سان‌فرانسیسکو به اویستر پوینت در همسایگی شهر سوت سان‌فرانسیسکو، کالیفرنیا نقل مکان خواهد کرد.
در فوریه ۲۰۲۱، مارک کارنی، رئیس سابق بانک مرکزی کانادا و رئیس سابق بانک مرکزی انگلستان، به‌عنوان عضو هیئت‌مدیره استرایپ منصوب شد.
در ۲۰ اکتبر ۲۰۲۱، استرایپ پلتفرم حسابداری Recko را خریداری کرد. قرار بود راه‌حل Recko به مجموعه ابزارهای مالی موجود استرایپ اضافه شود.
در ژانویه ۲۰۲۲، شرکت‌های استرایپ و فورد موتور یک قرارداد همکاری پنج ساله امضا کردند تا تراکنش‌های خرید و رزرو خودروی سواری را برای مصرف‌کنندگان تسهیل کنند. بر اساس این قرارداد، استرایپ وظیفه پردازش سفارش‌ها و رزروهای خودروهای فورد را بر عهده خواهد داشت. در همان ماه، استرایپ و اسپاتیفای برای کمک به سازندگان محتوا برای ایجاد جریان‌های درآمدی پایدار از طریق اشتراک‌ها، پرداخت‌ها و خدمات اشتراکی، همکاری کردند. در آوریل ۲۰۲۲، توییتر اعلام کرد که با استرایپ برای آزمایش پرداخت‌های ارز دیجیتال با کاربران محدود همکاری خواهد کرد. استرایپ کانکت این پرداخت‌های ارز دیجیتال را تسهیل خواهد کرد و اطمینان حاصل خواهد کرد که الزامات احراز هویت مشتری (KYC) رعایت می‌شود. استرایپ همچنین اعلام کرد که قصد دارد در آینده گزینه‌های پرداخت با سایر ارزهای دیجیتال را نیز اضافه کند. 
در آوریل ۲۰۲۲، استرایپ، از مشارکت استراتژیک خود با شرکت فین‌تک «ION» مستقر در بریتانیا خبر داد.
طبق گزارش وال استریت ژورنال در ژوئیه ۲۰۲۲، ارزش سهام داخلی استرایپ با کاهش چشمگیری مواجه شده و از سقف ۹۵ میلیارد دلاری به ۷۴ میلیارد دلار سقوط کرده است. در نوامبر ۲۰۲۲، استرایپ اعلام کرد که قصد دارد به‌منظور کاهش هزینه‌ها، تعدیل نیروی کار خود را آغاز کند. این تصمیم، به اخراج حدود ۱۴ درصد از کارکنان این شرکت منجر خواهد شد.

## خدمات

### پردازش پرداخت
استرایپ واسط‌های برنامه‌نویسی کاربردی (API) را به توسعه‌دهندگان وب ارائه می‌دهد تا بتوانند پردازش پرداخت را در وب‌سایت‌ها و برنامه‌های تلفن همراه خود ادغام کنند. استرایپ کانکت، یک راه‌کار پرداخت چندجانبه است که به توسعه‌دهندگان نرم‌افزار اجازه می‌دهد پرداخت‌ها را به‌صورت یکپارچه و بدون نیاز به کد نویسی پیچیده، در محصولات خود ادغام کنند.
در آوریل ۲۰۱۸، استرایپ ابزارهای ضد کلاه‌برداری به نام «Radar» را منتشر کرد که تراکنش‌های جعلی را مسدود می‌کند.
در سال ۲۰۱۸، استرایپ خدمات خود را برای کسب‌وکارهای آنلاین گسترش داد تا به آن‌ها کمک کند تا درآمد اشتراکی و صورت‌حساب‌های خود را مدیریت کنند.
در ۱۱ ژوئن ۲۰۱۹، پایانه فروش (صورت عامیانه دستگاه پوز) استرایپ به نام ترمینال (Terminal) برای کاربران آمریکایی در دسترس قرار گرفت. ترمینال قبلاً فقط با دعوت در دسترس بود و در حال حاضر در کانادا، فرانسه، آلمان، ایرلند، هلند، سنگاپور و بریتانیا موجود است. این سرویس کارت‌خوان‌های فیزیکی را ارائه می‌دهد که برای کار با استرایپ طراحی شده‌اند.
در ۵ سپتامبر ۲۰۱۹، استرایپ طرحی به نام استرایپ کپیتال راه‌اندازی کرد که به بازرگانان استرایپ اجازه می‌دهد بخشی از درآمدهای آینده خود را به‌عنوان پیش‌پرداخت دریافت کنند.
در ژوئن ۲۰۲۱، استرایپ محصول جدیدی به نام استرایپ تکس راه‌اندازی کرد که به کسب‌وکارها امکان می‌دهد مالیات فروش، مالیات بر ارزش‌افزوده (VAT) و مالیات کالا و خدمات (GST) را در بیش از ۳۰ کشور و تمام ایالت‌های آمریکا به‌طور خودکار محاسبه و جمع‌آوری کنند.
در ماه مه ۲۰۲۱، استرایپ محصولی به نام «Payment Links» را معرفی کرد که به کسب‌وکارها امکان می‌دهد بدون نیاز به نوشتن کد، پیوندی به صفحه پرداخت ایجاد کرده و شروع به پذیرش پرداخت در پلتفرم‌های اجتماعی یا کانال‌های مستقیم کنند.
در ژانویه ۲۰۲۲، استرایپ شرکت BBPOS، تولیدکننده کارت‌خوان‌های ترمینال را خریداری کرد. این امر به استرایپ امکان می‌دهد تا توسعه و تولید کارت‌خوان‌های ترمینال را به‌صورت داخلی انجام دهد. در ماه فوریه، استرایپ به‌عنوان اولین شرکتی که با اپل برای ارائه فناوری Tap to Pay برای پرداخت‌های حضوری همکاری می‌کند، معرفی شد. این فناوری به کسب‌وکارها امکان می‌دهد با استفاده از یک گوشی آیفون و یک برنامه آی‌اواس، پرداخت‌های بدون تماس را بپذیرند.
در ماه مه ۲۰۲۲، استرایپ ابزار جدیدی به نام «Data Pipeline» را معرفی کرد. این ابزار به کاربران استرایپ که داده‌های خود را در آمازون ردشیفت (Amazon Redshift) یا Snowflake Data Cloud ذخیره می‌کنند، امکان می‌دهد داده‌های استرایپ و گزارش‌ها را با Amazon Redshift یا Snowflake Data Cloud همگام‌سازی کنند. سپس، این داده‌ها را می‌توان با سایر اطلاعات تجاری ترکیب و برای تحلیل‌های تجاری مورد استفاده قرار داد. در همان ماه، استرایپ همچنین ابزار جدیدی به نام «Stripe Financial Connections» را معرفی کرد که به کسب‌وکارها امکان می‌دهد برای تأیید حساب‌ها برای پرداخت‌های ورودی و خروجی، بررسی موجودی‌ حساب‌ها برای کاهش پرداخت‌های ناموفق و کاهش تقلب و کلاه‌برداری با تأیید مالکیت حساب‌های بانکی، ارتباط مستقیم با حساب‌های بانکی مشتریان خود برقرار کنند.

### امور مالی شرکتی
استرایپ در ۲۴ فوریه ۲۰۱۶ پلتفرم اطلس (Atlas) را برای کمک به استارت‌آپ‌ها راه‌اندازی کرد. این پلتفرم به استارت‌آپ‌ها کمک می‌کند تا مراحل ثبت شرکت در آمریکا را ساده‌تر و سریع‌تر طی کنند. پلتفرم اطلس در ابتدا فقط با دعوت‌نامه قابل دسترسی بود. در مارس ۲۰۱۶، کوبا به لیست کشورهای تحت پوشش این برنامه اضافه شد. شرکت‌هایی که از اطلس برای ثبت شرکت استفاده می‌کنند، باید شرکت‌های C مستقر در دلاور باشند. از ۳۰ آوریل ۲۰۱۸، شرکت‌های با مسئولیت محدود هم می‌توانند برای ثبت از اطلس استفاده کنند.
استرایپ در ژوئیه ۲۰۱۸ محصول جدیدی به نام Stripe Issuing را معرفی کرد که به کسب‌وکارها و پلتفرم‌های آنلاین امکان می‌دهد کارت‌های اعتباری و نقدی فیزیکی و دیجیتال خود را ایجاد کنند.

### دیگر خدمات
در سال ۲۰۱۸، استرایپ برای ترویج ایده‌هایی که از کسب‌وکارها حمایت می‌کنند، شرکت انتشاراتی به نام استرایپ پرس (Stripe Press) را تأسیس کرد.
در سال ۲۰۱۹، استرایپ شروع به ارائه وام و کارت‌های اعتباری به کسب‌وکارها در ایالات متحده کرد. این شرکت اعلام کرد که وام‌ها به‌طور خودکار با استفاده از مدل‌های یادگیری ماشین بدون دخالت انسان تأیید می‌شوند. سال بعد، استرایپ سرویس جدیدی به نام Stripe Treasury راه‌اندازی کرد که به کسب‌وکارها امکان می‌دهد خدمات مالی مانند پرداخت، دریافت و ذخیره پول را به پلتفرم خود اضافه کنند.
استرایپ در اکتبر ۲۰۲۰ Stripe Climate را راه‌اندازی کرد تا کسب‌وکارها بتوانند از طریق تأمین مالی پروژه‌های تحقیقاتی جداسازی و ذخیره‌سازی کربن، به کاهش انتشار گازهای گلخانه‌ای و مقابله با تغییرات اقلیمی کمک کنند. در سال ۲۰۲۲، استرایپ با هدف هدایت سرمایه‌گذاری‌ها به سمت حذف کربن، یک شرکت تابعه جدید به نام Frontier را تأسیس کرد. این شرکت با جذب ۹۲۵ میلیون دلار سرمایه‌گذاری از شرکت‌های بزرگ سیلیکون‌ولی به حمایت از استارت‌آپ‌هایی که درزمینهٔ جذب کربن فعالیت می‌کنند، می‌پردازد. هدف این سرمایه‌گذاری، کمک به رشد و توسعه صنعت جذب کربن و تسریع روند مقابله با تغییرات اقلیمی است.
استرایپ در ژوئن ۲۰۲۱ سرویس Stripe Identity راه‌اندازی کرد که به کسب‌وکارهای آنلاین امکان می‌دهد هویت کاربران خود را تأیید کنند. این سرویس بر پایه زیرساخت مشابهی ساخته شده است که برای برنامه ریسک و انطباق خود Stripe استفاده می‌شود.

## رشد و گسترش
در ماه مه ۲۰۱۱، استرایپ ۲ میلیون دلار سرمایه از سرمایه‌گذاران خطرپذیر مانند پیتر تیل، ایلان ماسک، سکویا کپیتال، SV Angel و اندریسن هوروویتز دریافت کرد. استرایپ پس از انتشار یک نسخه بتای خصوصی گسترده، در سپتامبر ۲۰۱۱ به‌صورت رسمی فعالیت خود را آغاز کرد.
در سال ۲۰۲۰، استرایپ خدمات خود را به پنج بازار جدید در اروپا گسترش داد: جمهوری چک، رومانی، بلغارستان، قبرس و مالت.
در ۱۵ اکتبر ۲۰۲۰، استرایپ با پرداخت بیش از ۲۰۰ میلیون دلار، Paystack که یک شرکت پردازشگر پرداخت نیجریه‌ای بود را با هدف گسترش خدمات خود به آفریقا خریداری کرد.
در دسامبر ۲۰۲۰، استرایپ اعلام کرد که قصد دارد در آسیای جنوب شرقی، چین، هند و ژاپن گسترش یابد. این شرکت تعداد کارکنان خود را در منطقه به ۲۰۰ نفر افزایش داد.
در مارس ۲۰۲۱، استرایپ با هدف گسترش دفتر مرکزی اروپایی خود، ۶۰۰ میلیون دلار دیگر سرمایه جذب کرد و به ارزش ۹۵ میلیارد دلار رسید.
در آوریل ۲۰۲۱، استرایپ TaxJar، یک ارائه دهنده خدمات مالیاتی مبتنی بر ابر مستقر در ماساچوست را خریداری کرد. درحالی‌که جزئیات این خرید به‌طور عمومی فاش نشد، گفته می‌شود که این معامله حدود ۲۰۰ میلیون دلار بوده است.
| تاریخ           | نوع تأمین مالی | تعداد سرمایه‌گذاران | مبلغ تأمین مالی | سرمایه‌گذار اصلی                                                                                     | ارزش‌گذاری         |
| --------------- | -------------- | ------------------ | --------------- | --------------------------------------------------------------------------------------------------- | ----------------- |
| ۲ اوت ۲۰۱۰      | مرحله کشت ایده | ۱                  | —               | وای کامبینیتر                                                                                       | —                 |
| ۲۸ مارس ۲۰۱۱    | مرحله کشت ایده | ۵                  | ۲ میلیون دلار   | پیتر تیل، ایلان ماسک، سکویا کپیتال، SV Angel و اندریسن هوروویتز                                     | —                 |
| ۹ فوریه ۲۰۱۲    | سری A          | ۱                  | ۱۸ میلیون دلار  | سکویا کپیتال                                                                                        | ۱۰۰ میلیون دلار   |
| ۹ ژوئیه ۲۰۱۲    | سری B          | ۹                  | ۲۰ میلیون دلار  | General Catalyst                                                                                    | —                 |
| ۲۲ ژاونویه ۲۰۱۴ | سری C          | ۴                  | ۸۰ میلیون دلار  | فاندرز فاند                                                                                         | ۱.۷۵ میلیارد دلار |
| ۲ دسامبر ۲۰۱۴   | سری C          | ۷                  | ۷۰ میلیون دلار  | Thrive Capital                                                                                      | ۳.۵ میلیارد دلار  |
| ۳۱ ژوئیه ۲۰۱۵   | سری C          | ۷                  | ۱۰۰ میلیون دلار | —                                                                                                   | —                 |
| ۲۵ نوامبر ۲۰۱۶  | سری D          | ۳                  | ۱۵۰ میلیون دلار | کپیتال‌جی، General Catalyst                                                                          | ۹ میلیارد دلار    |
| ۲۷ سپتامبر ۲۰۱۸ | سری E          | ۵                  | ۲۴۵ میلیون دلار | تایگر گلوبال                                                                                        | ۲۰ میلیارد دلار   |
| ۲۹ ژانویه ۲۰۱۹  | سری F          | ۱                  | ۱۰۰ میلیون دلار | تایگر گلوبال                                                                                        | ۲۲.۵ میلیارد دلار |
| ۱۹ سپتامبر ۲۰۱۹ | سری G          | ۳ +                | ۲۵۰ میلیون دلار | سکویا کپیتال، اندریسن هوروویتز و General Catalyst                                                   | ۳۵ میلیارد دلار   |
| ۱۶ آوریل ۲۰۲۰   | تکمیلی سری G   | ۳ +                | ۶۰۰ میلیون دلار | سکویا کپیتال، اندریسن هوروویتز، جی‌وی و General Catalyst                                             | ۳۶ میلیارد دلار   |
| ۱۴ مارس ۲۰۲۱    | سری H          | ۳ +                | ۶۰۰ میلیون دلار | آژانس مدیریت خزانه ملی، آلیانتس، آکسا، مدیران سرمایه‌گذاری شرکت بیلی گیفورد و سرمایه‌گذاری‌های فیدلیتی | ۹۵ میلیارد دلار   |

## سرمایه‌گذاری‌ها
استرایپ در دو مرحله سرمایه‌گذاری در شرکت مونزو مشارکت داشته است. مونزو یک «چلنجر بانک» مستقر در انگلستان است. اولین سرمایه‌گذاری استرایپ در مونزو در ۶ نوامبر ۲۰۱۷ گزارش شد و دومین سرمایه‌گذاری در مرحله جمع‌آوری سرمایه سری E مونزو در ۱۰ اکتبر ۲۰۱۸ گزارش شد. ارزش مونزو از طریق این دو مرحله جمع‌آوری سرمایه از حدود ۳۵۰ میلیون دلار به ۱.۲۷ میلیارد دلار افزایش یافت. استرایپ در ۲۴ ژوئن ۲۰۱۹ در سومین مرحله سرمایه‌گذاری برای مونزو شرکت کرد که در کل حدود ۱۴۴ میلیون دلار سرمایه برای مونزو با ارزش تقریبی ۲.۵ میلیارد دلار جمع‌آوری شد.
استرایپ در شرکت‌هایی سرمایه‌گذاری کرده است که خدمات مشابه خودش را ارائه می‌دهند، اما در مناطق جغرافیایی دیگری فعالیت می‌کنند. در اوت ۲۰۱۸، استرایپ در یک شرکت پردازشگر پرداخت نیجریه‌ای به نام PayStack و در سپتامبر ۲۰۱۹ در یک شرکت پردازشگر پرداخت فیلیپینی به نام PayMongo سرمایه‌گذاری کرد. در فوریه ۲۰۲۱، استرایپ در Safepay که یک شرکت پردازشگر پرداخت پاکستانی بود، سرمایه‌گذاری کرد.
در ۶ ژوئن ۲۰۱۹، استرایپ رهبری یک دور جمع‌آوری سرمایه به ارزش ۲۲.۵ میلیون دلار را برای یک استارت‌آپ خدمات مالی به نام Step که حساب‌های بانکی بدون کارمزد را به نوجوانان ارائه می‌دهد، بر عهده داشت.
در ۲۶ مارس ۲۰۲۰، استرایپ رهبری یک دور جمع‌آوری سرمایه سری A به ارزش ۲۰ میلیون دلار را برای شرکت Fast بر عهده داشت. Fast یک استارت‌آپ بود که تلاش می‌کرد سرویس پرداخت جهانی با یک کلیک ایجاد می‌کند. پس از آن، استرایپ در ۲۶ ژانویه ۲۰۲۱ رهبری یک دور جمع‌آوری سرمایه سری B به ارزش ۱۰۲ میلیون دلار را برای Fast بر عهده داشت. Fast در آوریل ۲۰۲۲ تعطیل شد.
در آوریل ۲۰۲۲ شرکت‌های استرایپ، آلفابت، شاپیفای، مکینزی اند کامپنی و متا پلتفرمز اعلام کردند که طی ۹ سال آینده، ۹۲۵ میلیون دلار برای خرید فناوری حذف دی‌اکسید کربن از شرکت‌هایی که این فناوری را توسعه می‌دهند، سرمایه‌گذاری خواهند کرد.

### مقالات
- «چگونه پردازشگر پرداخت استرایپ به داغ‌ترین استارت‌آپ سیلیکون‌ولی تبدیل شد» پیتر رودگیر، وال‌استریت ژورنال، ۱۳ آوریل ۲۰۲۱